# كأس رابطة الأندية الإنجليزية المحترفة 2024–25
كأس رابطة الأندية الإنجليزية المحترفة 2024–25 (بالإنجليزية: 2024–25 EFL Cup) هو الموسم الخامس والستون من كأس رابطة الأندية الإنجليزية المحترفة. رُعِيَت البطولة من قبل شركة مشروب الطاقة كاراباو وتعرف بكأس كاراباو (بالإنجليزية: Carabao Cup) لأسباب الرعاية. كأس رابطة كرة القدم الإنجليزية مفتوحة لجميع الأندية المشاركة في الدوري الإنجليزي الممتاز ودوري كرة القدم الإنجليزية.
يتأهل الفائز بالمسابقة إلى الدور الفاصل من دوري المؤتمر الأوروبي 2025–26.
ليفربول هو حامل اللقب، بعد أن تغلب على تشيلسي في نهائي الموسم السابق. أما نيوكاسل يونايتد، فقد فاز بأول لقب له في كأس رابطة الأندية الإنجليزية المحترفة، بفوزه على ليفربول بنتيجة 2-1 في النهائي.

## النهائي
| الدوري الممتاز | الدرجة الأولى | الدرجة الثانية | الدرجة الثالثة | المجموع |
| -------------- | ------------- | -------------- | -------------- | ------- |
| 2 / 20         | 0 / 24        | 0 / 24         | 0 / 24         | 2 / 92  |

| ليفربول     | 1–2   | نيوكاسل يونايتد        |
| ----------- | ----- | ---------------------- |
| كييزا 90+4' | تقرير | - بورن 45' - إيساك 52' |

| ليفربول | نيوكاسل يونايتد |